# San Luis Río Colorado
San Luis Río Colorado este un municipiu în statul Sonora, Mexic.
1. ↑   http://www.inafed.gob.mx/work/enciclopedia/EMM26sonora/municipios/26055a.html Lipsește sau este vid: |title= (ajutor)
2. ↑  Institutul național de statistică, geografie și informatică
3. ↑   https://micodigopostal.org/sonora/san-luis-rio-colorado/ Lipsește sau este vid: |title= (ajutor)